# Liga Leumit 1956-1957 (pallacanestro)
La Liga Leumit 1956-1957 è stata la 3ª edizione del massimo campionato israeliano di pallacanestro maschile. La vittoria finale è stata ad appannaggio del Maccabi Tel Aviv.

## Risultati

### Stagione regolare
|     | Squadra                  | G  | V  | P  | PF   | PS   | PF/PS | Pt |
| --- | ------------------------ | -- | -- | -- | ---- | ---- | ----- | -- |
| 1.  | Maccabi Tel Aviv         | 18 | 15 | 3  | 1146 | 889  | +257  | 33 |
| 2.  | Hapoel Tel Aviv          | 18 | 13 | 5  | 1064 | 966  | +98   | 31 |
| 3.  | Mac. Darom Tel Aviv      | 18 | 12 | 6  | 1026 | 977  | +49   | 30 |
| 4.  | Hapoel Haifa             | 18 | 10 | 8  | 957  | 908  | +49   | 28 |
| 5.  | H. Mishmar HaEmek        | 18 | 9  | 9  | 966  | 947  | +19   | 27 |
| 6.  | Maccabi Gerusalemme      | 18 | 9  | 9  | 1144 | 1187 | -43   | 27 |
| 7.  | Hapoel Holon             | 18 | 8  | 10 | 1033 | 971  | +62   | 26 |
| 8.  | Hapoel Ashdot Ya'akov    | 18 | 7  | 11 | 943  | 954  | -11   | 25 |
| 9.  | Maccabi Haifa            | 18 | 6  | 12 | 928  | 1078 | -150  | 24 |
| 10. | Maccabim Futura Alleanza | 18 | 1  | 17 | 748  | 1078 | -330  | 19 |

| Liga Leumit 1956-1957      |
| -------------------------- |
| Maccabi Tel Aviv 3º titolo |

## Squadra vincitrice
|    | Naz.                                           | Ruolo | Sportivo           | Anno | Alt. |  |  |
| -- | ---------------------------------------------- | ----- | ------------------ | ---- | ---- |  |  |
| 3  | Israele (bandiera)                             | PG    | Yehuda Wiener      | 1930 | 178  |  |  |
| 4  | Israele (bandiera)                             | AG    | Abraham Hassid     | 1935 | 187  |  |  |
| 5  | Israele (bandiera)                             | G     | Itzhak Amar        | 1935 | 186  |  |  |
| 6  | Germania Ovest (bandiera) · Israele (bandiera) | PG    | Ralph Klein        | 1931 | 186  |  |  |
| 7  | Israele (bandiera)                             |       | Menahem Korman     | 1927 |      |  |  |
| 8  | Israele (bandiera)                             |       | Aaron Kaplan       |      |      |  |  |
| 9  | Israele (bandiera)                             | G     | Zohar Cohen        | 1934 | 177  |  |  |
| 10 | Israele (bandiera)                             | G     | David Frish        | 1935 | 187  |  |  |
| 11 | Israele (bandiera)                             |       | Jacob Milshtein    |      |      |  |  |
| 12 | Israele (bandiera)                             | C     | Tanhum Cohen-Mintz | 1939 | 204  |  |  |
| 13 | Israele (bandiera)                             | AP    | Shabtai Ben-Bassat | 1940 | 187  |  |  |
| 14 | Israele (bandiera)                             | AC    | Abraham Shneior    | 1928 | 186  |  |  |
| 15 | Israele (bandiera)                             |       | Hanoch Barkon      | 1938 |      |  |  |
| 16 | Israele (bandiera)                             |       | Gideon Birenboim   |      |      |  |  |
|    | Israele (bandiera)                             | ALL   | Yehoshua Rozin     |      |      |  |  |